# Aderus rubripennis
Aderus rubripennis é uma espécie de inseto besouro da família Aderidae. Foi descrita cientificamente por Maurice Pic em 1907.

## Distribuição geográfica
Habita em Colômbia.